# Calle Parras (Sevilla)
La calle Parras es una vía pública de la ciudad española de Sevilla.

## Descripción
La vía discurre desde la calle Relator hasta Escoberos. Aparece descrita en la Noticia histórica del origen de los nombres de las calles de esta ciudad de Sevilla (1839) de Félix González de León con las siguientes palabras:

Calle Parras. está en el cuartel C. y en la parroquia de san Gil: ignoro su origen, nada hay en ella que observar. Es una calle hermosa, aunque de cabo de la ciudad, de casas de poco mérito, muy ancha y derecha; pasa desde la de san Basilio al muro de la Macarena.
(González de León, 1839, pp. 386-387)